# On, ona i dzieciaki
On, ona i dzieciaki (ang. My Wife and Kids) – amerykański sitcom. Oryginalnie nadawany na kanale ABC od 28 marca 2001 do 17 maja 2005. Opowiada o przygodach czarnoskórej rodziny Kyle mieszkającej w Stamford, w stanie Connecticut. Głównym bohaterem jest Michael Kyle (Damon Wayans).
Serial emitowany w Polsce jest z lektorem na Comedy Central.

## Główni bohaterowie
Michael Richard Kyle (Damon Wayans)Główny bohater, mąż Janet, ojciec trójki dzieci. W zwyczaju ma żartowanie z wielu rzeczy, lecz w pewnych sytuacjach zachowuje powagę. Najczęściej jego żarty dotyczą innych (głównie Juniora, Franklina oraz Claire). Mówi, że lubi denerwować własne dzieci, mimo iż często przesadza jest dobrym ojcem, był nieufny w stosunku do Tony’ego Jeffersa. Prowadzi z powodzeniem własną firmę przewozową. Na większość zachcianek jego dzieci i żony odpowiada swoim popularnym powiedzonkiem „eee... nah” (zawsze stara się uatrakcyjnić tę kwestię).
Janet Marie „Jay” Kyle (Tisha Campbell-Martin)Żona głównego bohatera, matka trójki dzieci. Jest bardzo kochającą matką, jednak potrafi być porywcza. Pomimo tego, że wydaje się w rodzinie najlepszą osobą do rozmowy o trudnych tematach, rolę tę często przejmuje Michael z powodu agresji i częstego denerwowania Janet. Na pewne rzeczy reaguje jak nastolatka (np. bal szkolny Claire, wybranie jej do drużyny). Początkowo była bardzo nieufna w stosunku do Vanessy Scott.
Michael Kyle Jr. (George O. Gore II)Junior jest najstarszym dzieckiem i jedynym synem rodziny Kyle. Dostał imię po ojcu. Jest mało błyskotliwy, chociaż miewa przebłyski mądrości. Posiada inny punkt widzenia na świat, jest wynalazcą wielu dziwnych rzeczy (np. komiks na papierze toaletowym, mieszanka fasolowo-lodowa, mieszanka serowo-cytrusowa, którą nazwał sekwinią). Obdarzony jest wyjątkowo dużą głową, co jest przyczyną nieustannych żartów z jego osoby. Jego dziewczyną (potem żoną) jest Vanessa Scott. Ma on z nią dziecko (Michael Kyle Jr. Jr.). Gdy powie lub zrobi coś głupiego, dostaje w głowę od ojca.
Claire Kyle (Jazz Raycole - 1 sezon, potem Jennifer Freeman)Starsza siostra, poczęta została w samochodzie. W przeciwieństwie do Juniora jest bardzo utalentowana i uważana za piękność szkolną. Claire jest stereotypową nastolatką i przeżywa problemy związane z wiekiem dorastania. Podczas denerwowania się wydaje charakterystyczny dźwięk. Jest niezdarna. Jej chłopakiem jest Tony Jeffers.
Kady Kyle (Parker McKenna Posey)Najmłodsza córka, dziecko sprawiające najmniej kłopotów. Silnie związana z matką. Jej sympatią jest Franklin.

## Pozostałe postacie
- Vanessa Scott (Meagan Good, potem Brooklyn Sudano) – dziewczyna Juniora z początku nielubiana przez Janet, bardzo inteligentna w przeciwieństwie do Juniora. Pobiera się z nim.
- Tony Jeffers (Andrew McFarlane) – chłopak Claire, z początku bardzo nielubiany przez Michaela Kyle, głęboko religijny Chrześcijanin, bardzo często cytuje Biblię, przestrzega reguł, chociaż zdarzają mu się wyskoki.
- Franklin Aloyisious Mumford (Noah Gray-Cabey) – dziecięcy geniusz, adorator Kady. Skończył uniwersytet, prowadzi tam zajęcia. Wszechstronnie utalentowany - doskonały pianista, matematyk, naukowiec oraz szachista; najmądrzejsza postać w serialu. Jego główne powiedzenie to ironiczne „any who...”. W wieku 6 lat napisał doktorat
- Michael Kyle Jr. Jr. – syn Michaela Kyle Jr. i Vanessy Scott, w serialu występuje wyłącznie jako niemowlak.
- Sharon – była dziewczyna Michaela; posiada ośmioro dzieci.
- Calvin Scott (Lester Speight) – ojciec Vanessy; potężnie zbudowany mężczyzna o ogromnej sile fizycznej; bardzo brutalny i grubiański. Znajduje zatrudnienie w firmie Michaela, Calvin pracuje przez 15 minut dziennie.
- Jasmine Scott (Ella Joyce) – matka Vanessy, osoba nieokrzesana, bardzo podoba jej się dom rodziny Kyle.
- Bobby Shaw (Katt Williams) – znajomy ze szkoły Michaela. Nienawidzą się nawzajem. Kupuje firmę przewozową Michaela.
- Jimmy (David Alan Grier) – przyjaciel Michaela. Poznali się w klubie golfowym.
- Siostra Michaela (Vivica A. Fox) – bardzo nielubiana przez Janet.

## Wersja polska
Wersja polska: na zlecenie Comedy Central - Sun Studio Polska

Tekst: Paweł Składanowski

Czytał: Jan Czernielewski

## Nagrody
|      |                       |                                  |              |  |  |
| 2002 | People’s Choice Award | Ulubiony artysta w nowym serialu | Damon Wayans |  |  |
|      |                       |                                  |              |  |  |
| 2002 | People’s Choice Award | Ulubiony nowy serial komediowy   | –            |  |  |

## Spis odcinków
| Seria | Seria | Liczba odcinków | Czas emisji                     |
| ----- | ----- | --------------- | ------------------------------- |
|       | 1     | 11              | 28 marca 2001 – 9 maja 2001     |
|       | 2     | 29              | 26 września 2001 – 22 maja 2002 |
|       | 3     | 27              | 9 września 2002 – 21 maja 2003  |
|       | 4     | 30              | 9 września 2003 – 26 maja 2004  |
|       | 5     | 26              | 12 czerwca 2004 – 17 maja 2005  |

### Seria 1 (2001)
| Nr      | Tytuł                       | Premiera         | Kod  |
| ------- | --------------------------- | ---------------- | ---- |
| 1 (1)   | Pilot                       | 28 marca 2001    | W531 |
| 2 (2)   | The Truth Hurts             | 28 marca 2001    | W711 |
| 3 (3)   | Grassy Knoll                | 4 kwietnia 2001  | W709 |
| 4 (4)   | Of Breasts and Basketball   | 4 kwietnia 2001  | W707 |
| 5 (5)   | Making the Grade            | 11 kwietnia 2001 | W702 |
| 6 (6)   | Working It                  | 11 kwietnia 2001 | W710 |
| 7 (7)   | Snapping and Sniffing       | 18 kwietnia 2001 | W712 |
| 8 (8)   | He Said, She Said           | 18 kwietnia 2001 | W704 |
| 9 (9)   | Breaking Up and Breaking It | 25 kwietnia 2001 | W705 |
| 10 (10) | A Little Romance            | 2 maja 2001      | W703 |
| 11 (11) | Hair Today, Gone Tomorrow   | 9 maja 2001      | W713 |

### Seria 2 (2001-2002)
| Nr      | Tytuł                       | Premiera             | Kod  |
| ------- | --------------------------- | -------------------- | ---- |
| 1 (12)  | Mom's Away (1)              | 26 września 2001     | W714 |
| 2 (13)  | Mom's Away (2)              | 26 września 2001     | W715 |
| 3 (14)  | No Rules                    | 3 października 2001  | W717 |
| 4 (15)  | Perfect Dad                 | 10 października 2001 | W716 |
| 5 (16)  | Thru Thick and Thin         | 17 października 2001 | W718 |
| 6 (17)  | He Heard, She Heard         | 24 października 2001 | W720 |
| 7 (18)  | Michael's Garden            | 31 października 2001 | W719 |
| 8 (19)  | Let Them Eat Pie            | 7 listopada 2001     | W721 |
| 9 (20)  | Jay Gets Fired              | 14 listopada 2001    | W723 |
| 10 (21) | The Whole World is Watching | 21 listopada 2001    | W722 |
| 11 (22) | Letting Go                  | 28 listopada 2001    | W724 |
| 12 (23) | Learning to Earn It         | 12 grudnia 2001      | W725 |
| 13 (24) | Quality Time                | 16 stycznia 2002     | W727 |
| 14 (25) | Get Out                     | 23 stycznia 2002     | W726 |
| 15 (26) | Road Trip                   | 30 stycznia 2002     | W728 |
| 16 (27) | Table for Too Many (1)      | 6 lutego 2002        | W729 |
| 17 (28) | Table for Too Many (2)      | 6 lutego 2002        | W730 |
| 18 (29) | Double Date                 | 13 lutego 2002       | W731 |
| 19 (30) | Failure to Communicate      | 22 lutego 2002       | W706 |
| 20 (31) | Papa Said Knock You Out     | 27 lutego 2002       | W732 |
| 21 (32) | Return of the Wall          | 4 marca 2002         | W733 |
| 22 (33) | Working Relationship        | 20 marca 2002        | W734 |
| 23 (34) | Jr. Kyle, Boy Genius        | 27 marca 2002        | W735 |
| 24 (35) | Back Story                  | 3 kwietnia 2002      | W736 |
| 25 (36) | Make Over                   | 1 maja 2002          | W737 |
| 26 (37) | The Bowling Show            | 8 maja 2002          | W738 |
| 27 (38) | Jr. Gets His License        | 15 maja 2002         | W741 |
| 28 (39) | Anniversary (1)             | 22 maja 2002         | W739 |
| 29 (40) | Anniversary (2)             | 22 maja 2002         | W740 |

### Seria 3 (2002-2003)
| Nr      | Tytuł                           | Premiera             | Kod  |
| ------- | ------------------------------- | -------------------- | ---- |
| 1 (41)  | The Kyles Go to Hawaii (1)      | 25 września 2002     | W742 |
| 2 (42)  | The Kyles Go to Hawaii (2)      | 25 września 2002     | W743 |
| 3 (43)  | The Kyles Go to Hawaii (3)      | 2 października 2002  | W744 |
| 4 (44)  | Samba Story                     | 9 października 2002  | W745 |
| 5 (45)  | Diary of a Mad Teen             | 16 października 2002 | W747 |
| 6 (46)  | Claire's New Boyfriend          | 23 października 2002 | W748 |
| 7 (47)  | Crouching Mother, Hidden Father | 30 października 2002 | W749 |
| 8 (48)  | The Fighting Kyles              | 6 listopada 2002     | W746 |
| 9 (49)  | Sister Story                    | 13 listopada 2002    | W750 |
| 10 (50) | Jr's Dating Dilemma             | 20 listopada 2002    | W751 |
| 11 (51) | Jay the Artist                  | 27 listopada 2002    | W752 |
| 12 (52) | Chair Man of the Board          | 4 grudnia 2002       | W753 |
| 13 (53) | Open Your Heart                 | 11 grudnia 2002      | W754 |
| 14 (54) | Michael's Tribe                 | 18 grudnia 2002      | W755 |
| 15 (55) | Blackout                        | 22 stycznia 2003     | W757 |
| 16 (56) | Man of the Year                 | 29 stycznia 2003     | W758 |
| 17 (57) | Jr's Risky Business (1)         | 5 lutego 2003        | W756 |
| 18 (58) | Jr's Risky Business (2)         | 12 lutego 2003       | W759 |
| 19 (59) | Jury Duty                       | 26 lutego 2003       | W760 |
| 20 (60) | Here Come Da Judge              | 5 marca 2003         | W761 |
| 21 (61) | Claire's Permit                 | 26 marca 2003        | W762 |
| 22 (62) | Sharon's Picture                | 9 kwietnia 2003      | W765 |
| 23 (63) | Tee for Too Many                | 30 kwietnia 2003     | W766 |
| 24 (64) | The Big Bang Theory             | 7 maja 2003          | W763 |
| 25 (65) | Not So Hostile Takeover         | 14 maja 2003         | W764 |
| 26 (66) | Graduation (1)                  | 21 maja 2003         | W767 |
| 27 (67) | Graduation (2)                  | 21 maja 2003         | W768 |

### Seria 4 (2003-2004)
| Nr      | Tytuł                   | Premiera             | Kod  |
| ------- | ----------------------- | -------------------- | ---- |
| 1 (68)  | From Dummy to Daddy     | 24 września 2003     | W769 |
| 2 (69)  | The Sweet Hairafter     | 24 września 2003     | W770 |
| 3 (70)  | Jr. Executive           | 1 października 2003  | W771 |
| 4 (71)  | Jay Goes to School      | 8 października 2003  | W772 |
| 5 (72)  | Meet the Parents        | 15 października 2003 | W773 |
| 6 (73)  | He's Having a Baby      | 22 października 2003 | W774 |
| 7 (74)  | The Funeral             | 29 października 2003 | W775 |
| 8 (75)  | Marathon                | 12 listopada 2003    | W776 |
| 9 (76)  | Ultrasound              | 5 listopada 2003     | W777 |
| 10 (77) | While Out               | 19 listopada 2003    | W778 |
| 11 (78) | Michael's Band          | 26 listopada 2003    | W779 |
| 12 (79) | The Lady Is Not a Tramp | 10 grudnia 2003      | W780 |
| 13 (80) | Of Mice and Man         | 17 grudnia 2003      | W781 |
| 14 (81) | Moving on Out           | 7 stycznia 2004      | W782 |
| 15 (82) | Candy Wars              | 21 stycznia 2004     | W783 |
| 16 (83) | Jr. Sells His Car       | 4 lutego 2004        | W784 |
| 17 (84) | The Anniversary Present | 11 lutego 2004       | W785 |
| 18 (85) | Illegal Smile           | 18 lutego 2004       | W786 |
| 19 (86) | Outbreak Monkey         | 25 lutego 2004       | W787 |
| 20 (87) | Empty Nest (1)          | 3 marca 2004         | W788 |
| 21 (88) | Empty Nest (2)          | 3 marca 2004         | W789 |
| 22 (89) | Calvin Comes To Stay    | 10 marca 2004        | W790 |
| 23 (90) | Calvin Goes to Work     | 31 marca 2004        | W791 |
| 24 (91) | Romantic Night          | 21 kwietnia 2004     | W792 |
| 25 (92) | The Director            | 28 kwietnia 2004     | W793 |
| 26 (93) | The Maid                | 5 maja 2004          | W794 |
| 27 (94) | Hand Model              | 12 maja 2004         | W795 |
| 28 (95) | What Do You Know?       | 19 maja 2004         | W796 |
| 29 (96) | The Baby (1)            | 26 maja 2004         | W797 |
| 30 (97) | The Baby (2)            | 26 maja 2004         | W798 |

### Seria 5 (2004-2005)
| Nr                       | Tytuł                              | Premiera             | Kod  |
| ------------------------ | ---------------------------------- | -------------------- | ---- |
| 0 Odcinek specjalny (98) | My Wife and Kids: Access All Areas | 12 czerwca 2004      | S1   |
| 1 (99)                   | Fantasy Camp                       | 21 września 2004     | W799 |
| 2 (100)                  | Child-care Class                   | 28 września 2004     | W800 |
| 3 (101)                  | Class Reunion                      | 5 października 2004  | W801 |
| 4 (102)                  | The Fellowship of the Baby         | 12 października 2004 | W802 |
| 5 (103)                  | Pokerface                          | 19 października 2004 | W803 |
| 6 (104)                  | The Proposal                       | 9 listopada 2004     | W804 |
| 7 (105)                  | Restaurant Wars                    | 16 listopada 2004    | W805 |
| 8 (106)                  | The Return of Bobby Shaw           | 23 listopada 2004    | W806 |
| 9 (107)                  | The Wedding                        | 30 listopada 2004    | W807 |
| 10 (108)                 | Careful What You Wish For          | 11 stycznia 2005     | W808 |
| 11 (109)                 | They Call Me El Foosay             | 18 stycznia 2005     | W809 |
| 12 (110)                 | Study Buddy                        | 25 stycznia 2005     | W810 |
| 13 (111)                 | Sweetheart's Day                   | 1 lutego 2005        | W811 |
| 14 (112)                 | Silence Is Golden                  | 8 lutego 2005        | W813 |
| 15 (113)                 | The Bahamas (1)                    | 15 lutego 2005       | W814 |
| 16 (114)                 | The Bahamas (2)                    | 22 lutego 2005       | W815 |
| 17 (115)                 | The Remodel                        | 1 marca 2005         | W816 |
| 18 (116)                 | Michael Joins a Gym                | 8 marca 2005         | W817 |
| 19 (117)                 | Celibacy                           | 15 marca 2005        | W818 |
| 20 (118)                 | Jr.'s Cartoon                      | 29 marca 2005        | W819 |
| 21 (119)                 | Michael's Sandwich                 | 12 kwietnia 2005     | W820 |
| 22 (120)                 | Graduation Day                     | 26 kwietnia 2005     | W821 |
| 23 (121)                 | Michael Sells the Business         | 3 maja 2005          | W822 |
| 24 (122)                 | R.V. Dreams                        | 10 maja 2005         | W823 |
| 25 (123)                 | The 'V' Story                      | 17 maja 2005         | W824 |